# Harold Nicolson
Sir Harold Nicolson (Teheran, 21 novembre 1886 – Kent, 1º maggio 1968) è stato un politico, diplomatico e scrittore britannico.

## Biografia
Nacque in Iran mentre il padre, il famoso diplomatico Arthur Nicolson, occupava la carica di ambasciatore. Dopo aver studiato al Wellington College ed all'università di Oxford, Harold decise nel 1909 di seguire le orme diplomatiche paterne, rappresentando la Corona britannica durante la Conferenza di pace di Parigi del 1919.
Celebre scrittore, nel 1921 pubblicò una biografia di Paul Verlaine; proseguì nella sua attività di biografo anche con Tennyson (1923), Byron (1924) e Swinburne (1926).
Nell'opera dedicata al padre, data alle stampe nel 1930, offrì un documentato panorama della diplomazia nel periodo antecedente alla prima guerra mondiale. Nel 1952 ricevette l'incarico di scrivere la biografia ufficiale del re Giorgio V, che egli aveva conosciuto personalmente.
Nazionalista ma politicamente schierato a sinistra, nel 1931 Nicolson aderì inizialmente al New Party di Oswald Mosley ma, quando il movimento venne rinominato British Union of Fascists, preferì passare al Partito Nazional Laburista, nato da una scissione dal Partito Laburista, col quale egli fu parlamentare dal 1935 al 1945 per il collegio di Leicester West. Durante la seconda guerra mondiale collaborò col governo di coalizione nazionale guidato da Winston Churchill diventando segretario del Ministero dell'Informazione, ma alle elezioni nazionali del 1945 fallì la rielezione nella Camera dei Comuni. Nel 1948 si candidò nuovamente coi Laburisti, ma perse e si ritirò definitivamente dalla politica.

## Matrimonio
Di tendenze omosessuali, Nicolson si sposò con la scrittrice lesbica Vita Sackville-West. Ebbero un'unione duratura; entrambi sostenitori del matrimonio aperto, condussero un'intensa vita sentimentale parallela. Dal matrimonio nacque Nigel Nicolson, diventato anch'egli politico e scrittore: nel suo libro Ritratto di un matrimonio ha raccontato senza ipocrisie gli amori omosessuali della madre e, in misura minore, quelli del padre.

## Pensiero
Esperto di relazioni internazionali, Nicolson ha legato il suo nome soprattutto ai suoi studi sul Congresso di Vienna. La sua opera maggiore, Il Congresso di Vienna. Saggio sull'unità degli alleati (1812-1822), trae impulso dalle drammatiche vicende del Novecento. L'opera fu significativamente pubblicata nel 1946, un anno dopo la fine del secondo conflitto mondiale. Nell'introduzione, datata 10 settembre 1945, l'autore, rilevando le analogie fra gli eventi del 1814 e quelli contemporanei, per cui poteva sembrare che il Regno Unito avesse in quegli anni il ruolo dell'Austria di Metternich e gli Stati Uniti quello della Gran Bretagna di Castlereagh, mette in guardia da arbitrarie schematizzazioni. Tuttavia, nel descrivere il velleitario umanitarismo di Alessandro I, stabilisce un parallelo con i programmi del presidente statunitense Wilson nel 1918. L'opera è dedicata significativamente, ad Anthony Eden, il ministro che si dimise nel 1938 perché contrario alla politica morbida di Chamberlain nei confronti di Hitler e che fu poi ancora ministro degli esteri durante la guerra nel governo Churchill. In effetti Nicolson, ricollegandosi ai lavori di Webster, rivaluta anch'egli la figura di Castlereagh, il ministro che aveva legato la sua azione alla ricerca di un equilibrio sul continente, contrastando le tendenze isolazioniste così radicate in Inghilterra, ma, pur esaltandone la fermezza e la lungimiranza, riesce a formulare un giudizio assai articolato e penetrante, che coglie anche i limiti della sua personalità e della sua strategia diplomatica.

## Opere
- Paul Verlaine (1921)
- Sweet Waters (1921) romanzo
- Tennyson - Aspects of His Life, Character and Poetry (1923)
- Byron: The Last Journey (1924)
- Swinburne (1926)
- Some People (1927)
- The Development of English Biography (Hogarth Press, 1927) Hogarth Lectures on Literature No. 4
- Portrait of a Diplomatist (1930)
- Swinburne and Baudelaire (1930) Zaharoff Lecture'
- People and Things: Wireless Talks (1931)
- The Changing World 2, The New Spirit in Literature (1932)
- Peacemaking 1919 (1933)
- Public Faces (1933) novella
- Curzon: The Last Phase, 1919 – 1925: A Study in Post-War Diplomacy (1934)
- Dwight Morrow (1935)
- Politics in the Train (1936)
- Germany and the Rhineland, a Record of Addresses Delivered at Meetings Held at Chatham House (1936) con Norman Angell ed altri
- Helen's Tower (1937) biografia di Lord Dufferin
- Small Talk (1937)
- The Meaning Of Prestige (1937) Rede Lecture /
- Diplomacy: a Basic Guide to the Conduct of Contemporary Foreign Affairs (1939)
- Why Britain is at War (1939)
- Marginal Comment (1939)
- The Desire to Please: A Story of Hamilton Rowan and the United Irishmen (1943)
- England, An Anthology (1944) editor
- Friday Mornings 1941-1944 (1944)
- Another World Than This (1945) anthology, editor with Vita Sackville-West
- The Congress of Vienna: A Study in Allied Unity: 1812-1822 (1946), (Il congresso di Vienna. Saggio sull'unità degli alleati. 1812-22, trad. di Enzo Enriques Agnoletti, Firenze, La nuova Italia, 1952; Collana Le Navi, Castelvecchi, Roma, 2015)
- The English Sense of Humor: An Essay (1946)
- Tennyson's Two Brothers (1947) Leslie Stephen Lecture
- Comments 1944-1948 (1948)
- Benjamin Constant (1949)
- King George V (1952)
- The Evolution of Diplomatic Method (1954) Chichele Lectures 1953
- Good Behaviour: Being A Study Of Certain Types Of Civility (1955) (Il saper vivere, trad. di Francesco Mei, Milano, Longanesi e C., 1958)
- The English Sense of Humour and other Essays (1956)
- Journey to Java (1957)
- Sainte-Beuve (1957)
- The Age of Reason (1700-1789) (1960)
- The Old Diplomacy and the New (1961), (Storia della diplomazia, trad. di Raniero Avogadro, Milano, Dall'Oglio, 1967; Milano, Corbaccio, 1995)
- Kings, Courts and Monarchy (1962), (Storia delle monarchie, trad. di M.L. De Giacomo, Bergamo, Istituto italiano d'arti grafiche, 1964)
- Diaries and Letters (1968), edited by Nigel Nicolson, published by Collins, London
- Diaries and letters 1930-1964, (1980)
- A margine. Diario, 1930-1964, edizione italiana a cura di Maurizio Serra, trad. di Maria Luisa Bassi, Bologna, Il mulino 1996)